# Fontane dei mostri marini

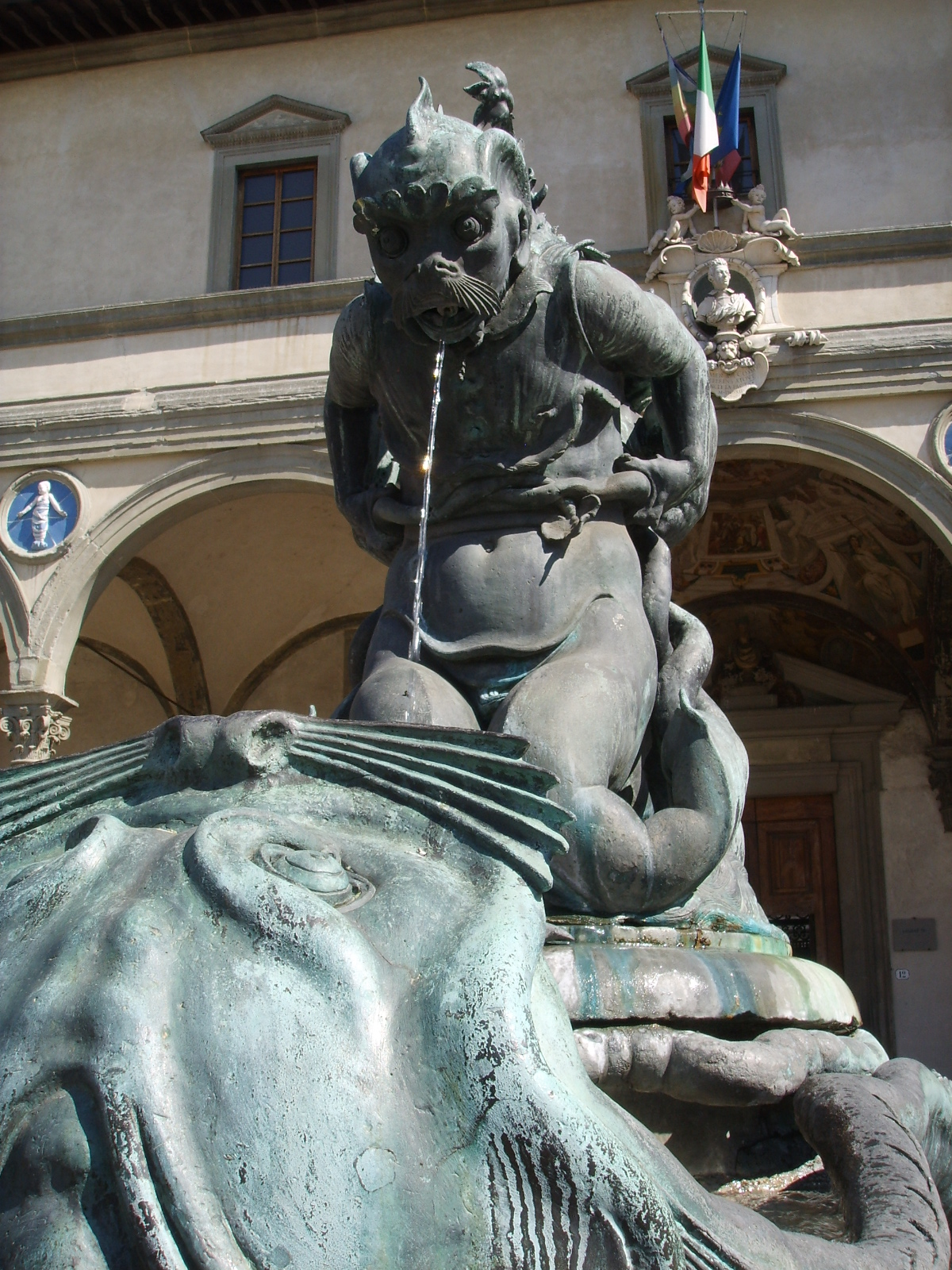
Dettaglio del mostro marino

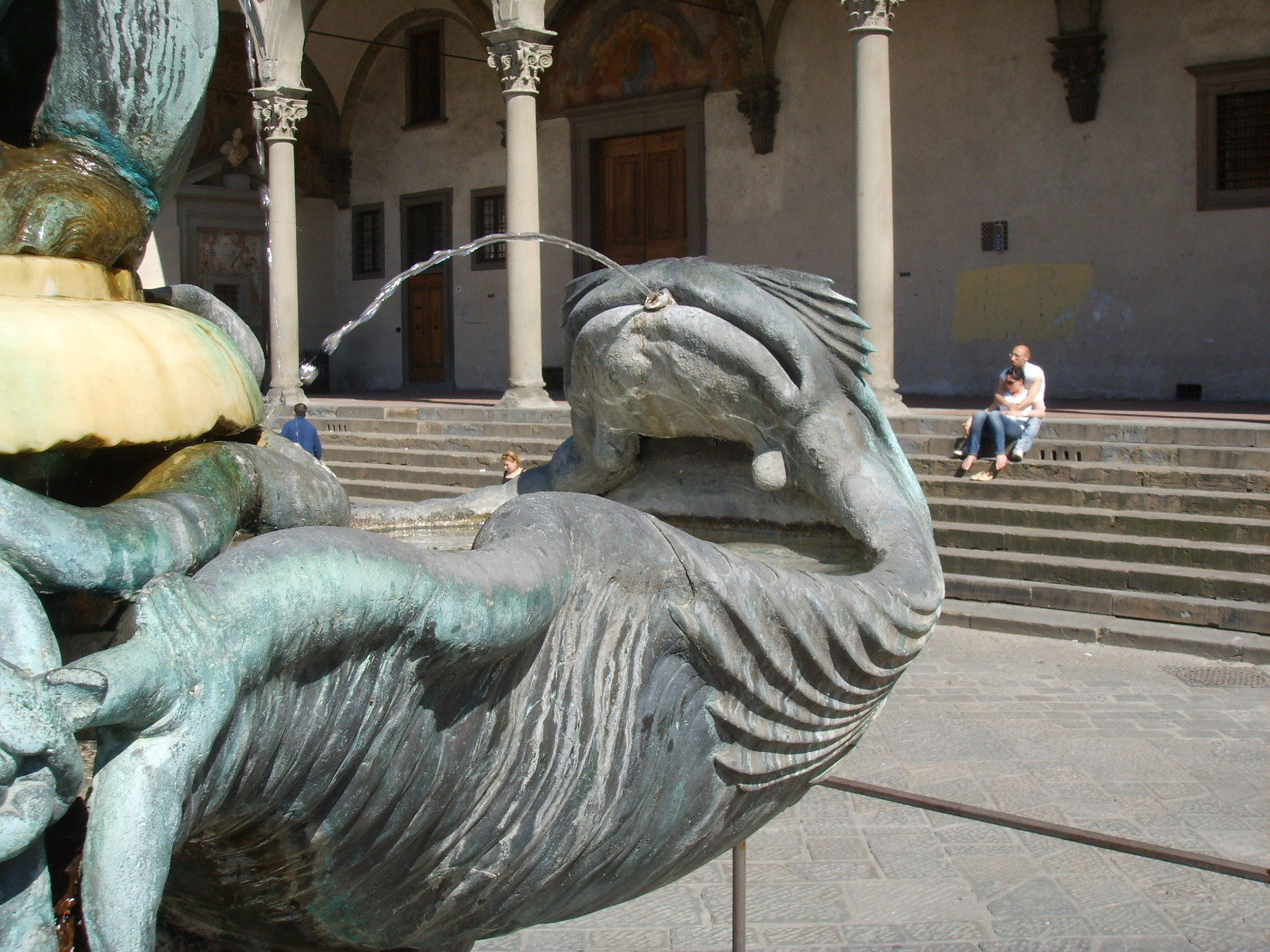
Dettaglio della vasca

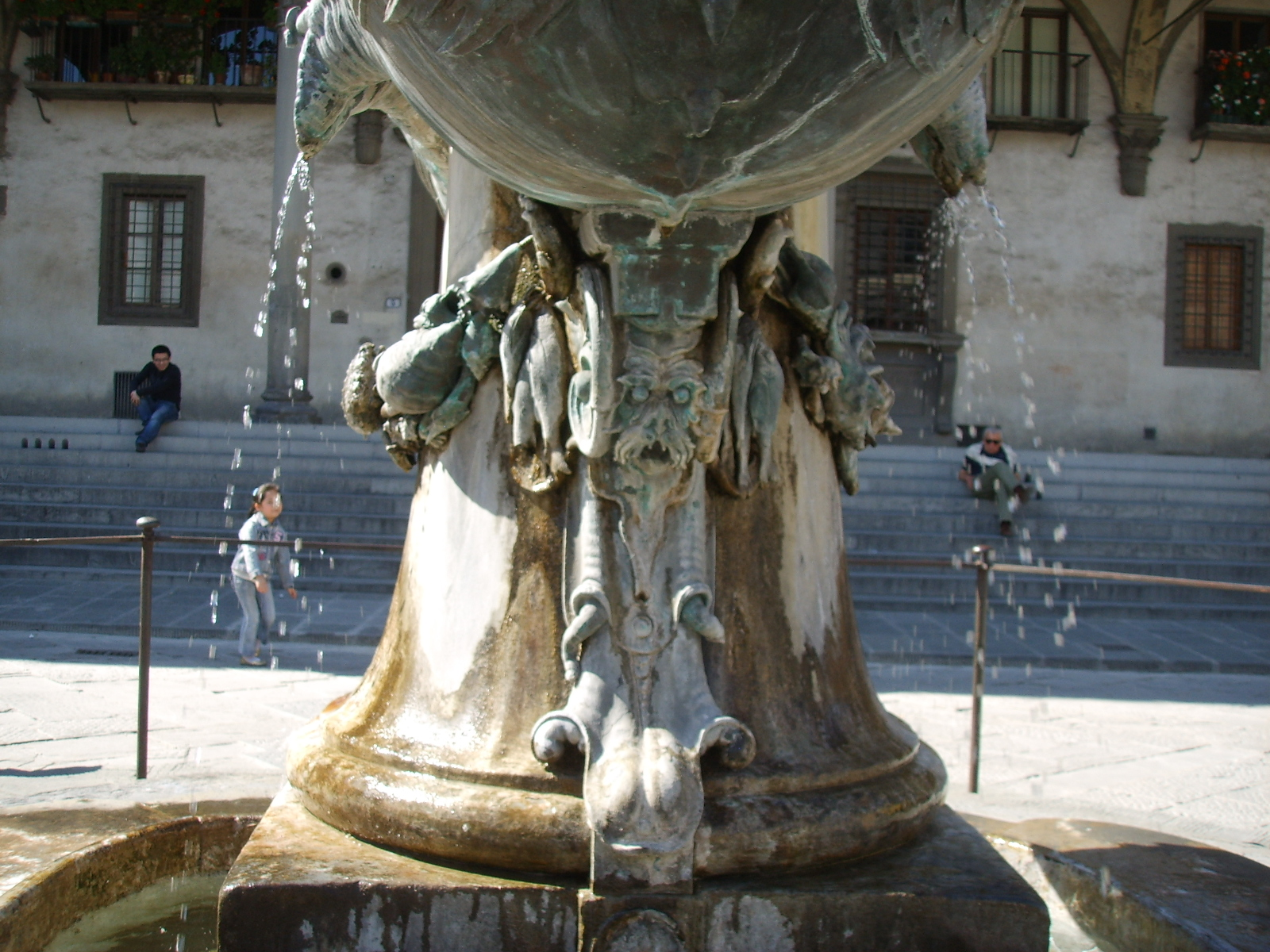
Dettaglio della base

Le due Fontane dei mostri marini si trovano in piazza Santissima Annunziata a Firenze.

## Storia
Le due fontane furono collocate nel 1641 ai lati della piazza della Santissima Annunziata, ma risultano commissionate a Pietro Tacca nel 1626 quali ulteriori elementi decorativi del porto di Livorno, già nobilitato dal gruppo bronzeo dei Quattro mori posto alla base del monumento di Ferdinando I de' Medici. A questo fine l'artista aveva iniziato a lavorarle fin dal 1627 con l'aiuto degli allievi Bartolomeo Salvini e Francesco Maria Bandini.
Nel 1641, oramai morto l'artista, le fontane furono recuperate per la piazza fiorentina, "come contributi di contrappunto simmetrico all'effetto scenografico della stessa piazza, regolato dall'elemento centrale del monumento equestre a Ferdinando I (proiettato, dalla visuale di via de' Servi, sul fondale del portico della chiesa) e dalle quinte di contenimento dei loggiati laterali" (Cresti).
Le fontane, dopo un intervento effettuato tra il 1987 e il 1988, sono state nuovamente restaurate tra il maggio e il giugno 1996 da Giovanni Morigi sotto la direzione di Carlo Francini dell'Ufficio Belle Arti del Comune di Firenze. Nonostante tale intervento si presentano nuovamente con accentuate degradazioni dei materiali e, da lungo tempo, inattive: nel 2013, utilizzando alcuni fondi del Comune ottenuti con la concessione del suolo pubblico per iniziative speciali, è stato avviato un nuovo restauro, prima della fontana di destra (guardando verso la basilica), poi dell'altra.

## Descrizione
Di queste due fonti, capolavori della scultura manierista di rara bellezza, fresca fattura ed equilibrio formale, colpì subito l'evidente novità naturalistica degli elementi marini (conchiglie, pesci, mostri immaginari, ghirlande con crostacei e alghe, mascheroni), che usciva dai canoni della tradizionale simbologia marittima e fluviale allora invalsa. Come sottolinea per esempio Giuseppe Richa nelle Notizie Istoriche delle chiese fiorentine (XVIII secolo), era molto originale il fatto che gli spruzzi non fossero indirizzati verso l'alto, ma uscissero dalle bocche volte verso il basso di queste coppie di mostri "voltandosi le schiene alquanto chinati con le ginocchia piegate e le gambe avviticchiate insieme".
"Le due vasche, che sono struttura essenziale di ciascuna fontana, sono la dilatazione di un elemento eminentemente decorativo, in parte conchiglia in parte mostro marino cartilaginoso che, rovesciandosi sulla schiena, guarda alle due figure dalle creste dentate che sormontano la scena. Alla fantasia ancora nutrita di cultura manierista ( e di chiara ascendenza buontalentiana) che caratterizza questi elementi fa riscontro il forte naturalismo di altre parti (pesci, molluschi, conchiglie) che determinano i festoni che fasciano il monumento. Nuovamente di matrice fantastica è invece l'elemento bronzeo funzionale a sorreggere l'aggetto delle vasche che, aderendo alla base di marmo, sembra andare a sciogliersi verso il basso in un sistema di rivoli sovrapposti di incerta natura" (Nardinocchi).
Oltremodo suggestiva anche la descrizione offerta da Ferdinando Leopoldo Del Migliore nel suo Firenze Città Nobilissima illustrata (1684), anche per le motivazioni addotte circa la decisione di destinare le opere a Firenze anziché a Livorno: "Dall'una, e dall'altra parte della piazza son due fontane, alte, e sollevate dal piano su base di marmo, gettate in bronzo pur dal medesimo Tacca; l'invenzione recede dallo stile ordinario d'alzar acqua con scherzo, vedendovisi in ciascheduna due mostri marini, che con le ginocchia piegate, e gambe a coda marina avviticchiate insieme, voltandosi le spalle alquanto chinati, mostrano di vomitare acqua, qual cade in certe vasche a foggia di nicchie, e di lì in altre a piè delle basi, in cui sono rapportati festoni di getto composti d'animali acquatici. Il concetto fu di collocarle in Livorno, ma parendo al Gran Duca Ferdinando II che una fattura così bella si richiedesse in Città, per onor di un luogo così fattamente frequentato da un Popolo sottile, e d'ingegno vago, ordinò nel 1643 vi si collocassero".
Guardando sul lato destro delle fontane (con le spalle alla basilica), si può leggere la firma sulle opere: PETRUS TACC F.

## Copie e repliche

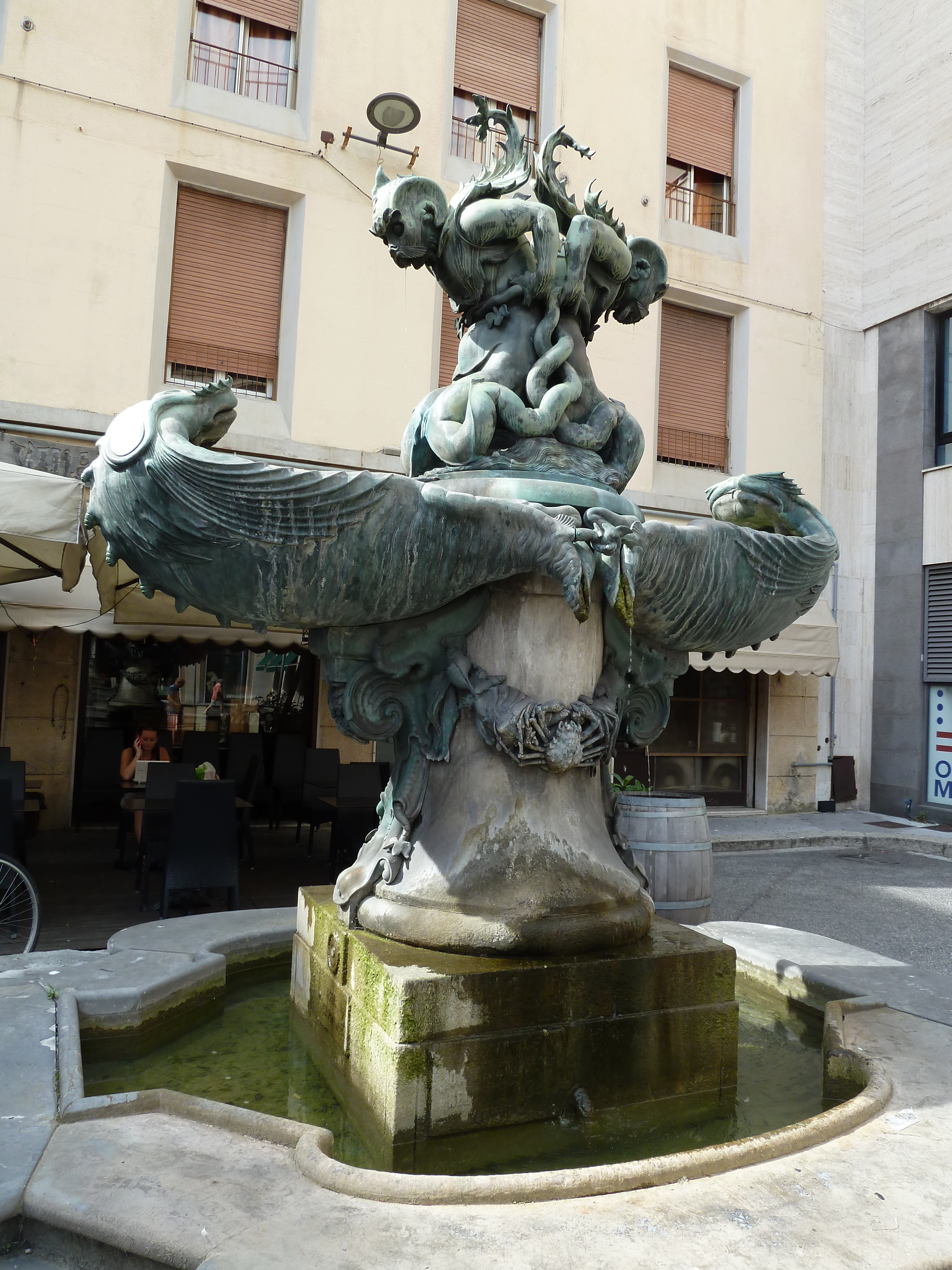
Una replica situata in piazza Colonnella, a Livorno

La copia di una delle due fontane fu collocata nel parco di Villa Doria Pamphilj, a Roma, intorno al 1850 per volontà di Mary Talbot, moglie di Andrea Doria Pamphilj.
Due repliche, eseguite con gli stampi originali del Tacca dalla Fonderia Artistica Ferdinando Marinelli di Firenze, furono finanziate nel secondo dopoguerra dal comune di Livorno e, in segno di amicizia, da quello di Firenze, per essere poste in piazza Colonnella, a Livorno, non distanti dal Monumento dei Quattro mori.